# Koezand
Koezand (ook wel Coesant) was een eiland in de Honte (tegenwoordig Westerschelde) dat bij de Allerheiligenvloed van 1570 in zee verdween. Het lag ten oosten van Wulpen en ten zuiden van Walcheren. Tussen Wulpen en Koezand zou het eilandje Waterdunen hebben gelegen.
Wanneer het eiland precies is ontstaan is moeilijk te zeggen, aangezien het eerst lange tijd een onbewoonde zandplaat is geweest. In het voorjaar van 1344 werd er een dijk aangelegd van 10 voet hoog (ongeveer 3 meter). Dit werd gedaan in opdracht van vier particuliere pachters. Toen de dijk klaar was woonden er 28 boeren. Een vetpot was dit niet, en ook werd er in de eerste jaren al meteen een groot stuk land door de zee verzwolgen.
Toen de pachters de kosten van de dijk niet meer konden betalen werd de pachtprijs gehalveerd. Uiteindelijk werd het eiland door de zee verzwolgen.